# Ернан Санта Круз
Ернан Санта Круз (шп. Hernán Santa Cruz; 1906–1999) био је чилеански делегат за Уједињене нације, судија, адвокат и један од првобитних креатора нацрта Универзалне декларације о људским правима.
Према Сузан Волц, иако Круз „није заузимао никакву одговорну позицију... његови политички и материјални доприноси су били такви”, те су његов колега у прављењу нацрта Џон Питерс Хамфри и аутор Јоханес Морсинк касније издвојили важну улогу коју је имао у обликовању прелаза Декларације из „филозофије просвјетитељства осамнаестог вијека” према „социоекономским правима”.
Према Организацији уједињених нација, поред рада на Декларацији, Круз је „активно учествовао у успостављању Економске комисије Уједињених нација за Латинску Америку и Карибе”.